# Уорди (шелфов ледник)
Шелфовият ледник Уорди (на английски: Wordie Ice Shelf) заема част от крайбрежието на Западна Антарктида, край Брега Раймил на Земя Палмър, в акваторията на море Белингсхаузен, част от тихоокеанския сектор на Южния океан. Разположен е в югоизточната част на големия залив Маргьорит между нос Берто на североизток и връх Ейнджъл (1676 m) на югозапад. Югоизточно от него се издига планината Кинир (1005 m), от която в него се „влива“ големия планински ледник Флеминг. В резултат на глобалното затопляне шелфовият ледник непрекъснато намалява и през април 2009 г. почти напълно изчезва (виж приложената диаграма).
Шелфовият ледник Уорди е открит през 1936 – 37 г. от британската антарктическа експедиция, ръководена от Джон Раймил, който наименува новооткрития шелфов ледник в чест на Джеймс Уорди (1889 – 1962) секретар (по-късно президент) на Британското Кралско географско дружество, организатор и спонсор на експедицията му.